# Albert Hastings Markham
Pour les articles homonymes, voir Markham (homonymie).
Albert Hastings Markham (11 novembre 1841, Bagnères-de-Bigorre - 28 octobre 1918, Londres) est un officier de la Royal Navy et explorateur de l'Arctique. Il participe à l'expédition Arctique britannique de George Nares.

## Biographie
Né dans une famille d'officiers de marine et de prélats, il entre dans la Royal Navy en 1855 et effectue une première mission en baie de Baffin en 1873 sur le navire Arctic. Il corrige durant ce voyage des cartes, en particulier dans la baie de Cresswell et autour du cap Garry, à l'entrée du golfe de Boothia.
En 1875-1876, il participe à l'expédition de George Nares et y effectue un immense périple en traineau durant lequel il bat le record de latitude de l'époque, jusqu'alors tenu par William Edward Parry.
En 1879, il explore la Nouvelle-Zemble et en 1886, étudie la glaciation en baie d'Hudson.
Après avoir quitté la Navy en 1906, il publie un grand nombre de récit arctique.
Il est le cousin de Clements Markham.

## Œuvres
- La mer glacée du pôle, souvenirs d'un voyage sur l'Alerte, 1875-1876, Hachette, 1880